# 塔姆-劳里橡树

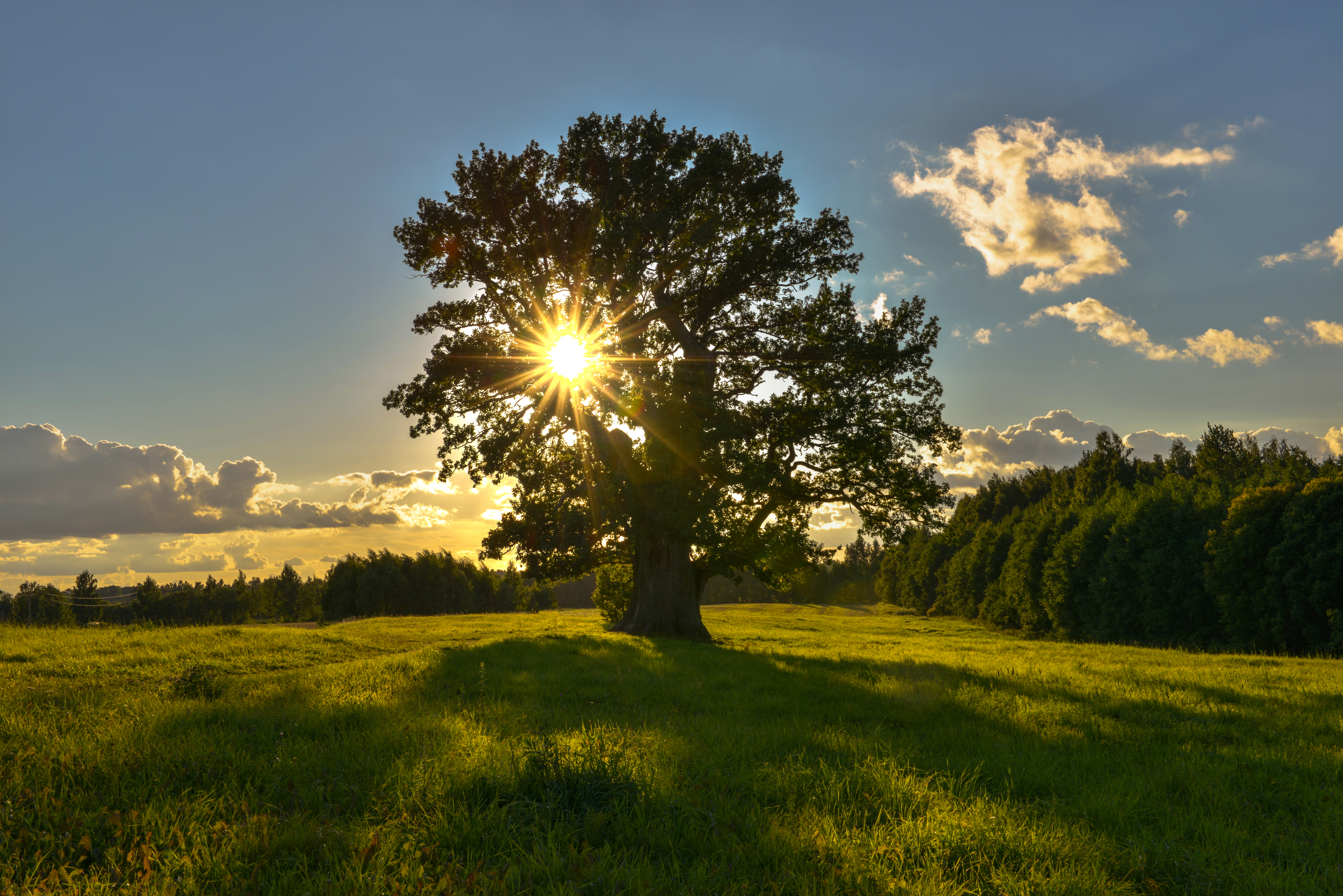
塔姆-劳里橡树

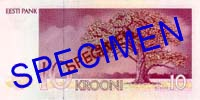
塔姆-劳里橡树是爱沙尼亚10克朗纸币背面图案

塔姆-劳里橡树是爱沙尼亚最粗和最古老的树，位于沃鲁县安茨拉市镇内。橡树的高度为17（56英尺），距离地面130（51英寸）处测量到的周长为831（327英寸）。研究表明，橡树种植于约1326年。
橡树多次遭受电击，树枝受损，树中心变空。1970年代修复时期，在树干里发现了一个森林兄弟的藏匿处。在填充8公噸（18,000英磅）钢筋混凝土之前，7个人可以站在树里。尽管由于雷击，树顶部分已经摧毁，树本身依旧活着。 
塔姆-劳里橡树被描绘在爱沙尼亚10克朗纸币背面。爱沙尼亚环境部于2006年购买了树所在的土地，橡树从1939年开始受到保护。